# روفيربيلا
روفيربيلا هي كومونا(بلدية) في مقاطعة مانتوفا في منطقة لومبارديا الإيطالية وتقع على بعد حوالي 130 كيلومتر (81 ميل) شرق ميلانو وحوالي 11 كيلومتر (7 ميل) شمال مانتوفا .
تقع روفيربيلا على حدود البلديات التالية: Castelbelforte، وMarmirolo Mozzecane، Nogarole Rocca,Porto Mantovano وSan Giorgio di Mantova وTrevenzuolo وValeggio sul Mincio .